# V. Reginár hainaut-i gróf
Reginár (? – 1039 után) középkori frank nemesúr, Hainaut grófja V. Reginár néven.

## Élete
Apja IV. Reginár hainaut-i gróf, anyja Hedwige de France, Capet Hugó lánya. 1013-ban örökölte apja címét V. Reginár néven. 1015-ben összetűzésbe keveredett apai nagybátyjával, I. Lambert leuveni gróffal és a Florinnes városa mellett vívott csatában megölte.

## Családja és leszármazottai
Felesége Mathilde de Verdun, Hermann van Eenham (Eename), Eifel grófjának lánya. A feljegyzések szerint Gerard cambrai-i püspök ellenezte a házasságot, mert a pár közeli rokonságban állt, de nem részletezi a rokonság fokát.
Reginár grófnak és feleségének egy gyermeke ismert:
- Hermann (? – 1049. július 3.) A legtöbb forrás Hermant jelöli meg Reginár gyermekeként,[5][6] de az is elképzelhető, hogy felesége, Richilde volt Reginár lánya.[7][8] Mindenesetre Reginár halála után Hermann, Hermann halála után pedig felesége örökölte Hainaut grófságot.

### Richilde mint Reginár gróf lánya
Számos forrás meglehetősen egyértelműen utal arra, hogy Hermann volt Reginár gróf gyermeke. Azonban számos korabeli forrás Richilde-t adja meg, mint Reginár gyermekét és örökösét. A legfontosabbak:
- Annales Hanoniæ[9]
- Gesta Episcoporum Leodiensium[10]
- Historia Comitum Ghisnensium[11]

Más források megnevezik Richilde-t, és megadják hogy Hermann felesége volt, de nem említik leszármazását.
Bár a fentiek alapján nem lehet egyértelműen eldönteni, de valószínű, hogy Hermann volt Reginár fia. A másik megoldást támogató forrásokat feltehetően az vezette félre, hogy Hermann után Richilde örökölte az hainaut-i grófságot, amit utána második férjére, VI. Balduin flamand grófra és gyermekeire hagyott. Ez mindenesetre összhangban állt a korabeli Flandriában uralkodó örökösödési joggal, amely szerint az egyik házastárs örökölte az elhunyt házastárs minden vagyonát, amennyiben a házasságból gyermek született. Richilde második férje, Balduin, pontosan ilyen örökösödési szabályokat adott meg a Geraardsbergen-nek kiadott alkotmányában.
Richilde tényleges származására számos utalás található a forrásokban: a Chronicon Hanoniense szerint a korábbi Valenciennes-i gróf utóda és örököse, amely utalás feltehetően II. Arnulf cambrai grófra vonatkozik. A Flandria Generosa szerint Richilde IX. Leó pápa rokona volt, amikor beszámolt arról, hogy Engelbert, Cambrai püspöke kiátkozta Balduint második házassága miatt, de a pápa feloldotta büntetését.

## Lásd még
- Hainaut-i grófság
- Hainaut grófjainak listája